# Valget i Tanzania 1995
Valget i Tanzania 1995 blev afholdt i Tanzania den 29. oktober 1995 og den 29. november 1995. Det var det først valg som blev holdt efter at Tanzania afskaffede etpartistaten i 1992, indtil da var kun partiet Chama cha Mapinduzi (CCM) tilladt. CCM beholdt alligevel sin magt, da deres præsidentkandidat Benjamin Mkapa blev valgt, og de vandt 186 af de 232 direktevalgte sæder i nationalforsamlingen. 182 af de 232 valgkredse var på fastlandet, mens 50 var på Zanzibar.
Efter valget blev 37 ekstra sæder for kvinder givet til partierne baseret på hvor stor andel af sæderne i nationalforsamlingen de havde fået, mens fem parlamentsmedlemmer blev valgt af Repræsentanternes hus på Zanzibar, og ti medlemmer blev nomineret af præsidenten. Generaladvokaten er medlem af nationalforsamlingen i kraft af sit embede, så det totale antal medlemmer blev 285.
Der var en valgopslutning på 77 % af de 8.928.826 registrerte stemmeberettigede.

## Resultater

### Præsident
| Kandidat                | Parti                                                     | Stemmer   | %      |
| ----------------------- | --------------------------------------------------------- | --------- | ------ |
| Benjamin Mkapa          | Chama cha Mapinduzi                                       | 4.026.422 | 61,82  |
| Augustine Mrema         | National Convention for Construction and Reform – Mageuzi | 1.808.616 | 27,77  |
| Ibrahim Lipumba         | Civic United Front                                        | 418.973   | 6,43   |
| John Cheyo              | United Democratic Party                                   | 258.734   | 3,97   |
| Ugyldige/blanke stemmer | Ugyldige/blanke stemmer                                   | 333.936   | –      |
| Stemmer totalt          | Stemmer totalt                                            | 6.846.681 | 100,00 |

### Nationalforsamlingen
| Parti                                                     | Stemmer   | %      | Sæder | Tillægssæder for kvinder |
| --------------------------------------------------------- | --------- | ------ | ----- | ------------------------ |
| Chama cha Mapinduzi                                       | 3.814.206 | 59,22  | 186   | 28                       |
| National Convention for Construction and Reform – Mageuzi | 1.406.343 | 21,83  | 16    | 3                        |
| Chadema                                                   | 396.825   | 6,16   | 3     | 1                        |
| Civic United Front                                        | 323.432   | 5,02   | 24    | 4                        |
| United Democratic Party                                   | 213.547   | 3,32   | 3     | 1                        |
| Tanzania Democratic Alliance                              | 76.636    | 1,19   | –     | –                        |
| National Reconstruction Alliance                          | 60.707    | 0,94   | –     | –                        |
| Union for Multparty Democracy                             | 41.257    | 0,64   | –     | –                        |
| Tanzania Labour Party                                     | 27.963    | 0,43   | –     | –                        |
| National League for Democracy                             | 26.666    | 0,41   | –     | –                        |
| United People's Democratic Party                          | 19.841    | 0,31   | –     | –                        |
| Popular National Party                                    | 18.155    | 0,28   | –     | –                        |
| Ugyldige/blanke stemmer                                   | 405.768   | –      | –     | –                        |
| Totalt                                                    | 6.846.681 | 100,00 | 232   | 37                       |